# Église Saint-Nicolas de Stejanovci
Pour les articles homonymes, voir Église Saint-Nicolas.
L'église Saint-Nicolas de Stejanovci (en serbe cyrillique : Српска православна црква Светог Николе у Стејановцима ; en serbe latin : Srpska pravoslavna crkva Svetog Nikole u Stejanovcima) est une église orthodoxe serbe située à Stejanovci en Serbie, dans la municipalité de Ruma et dans la province de Voïvodine. Construite en 1774, elle est inscrite sur la liste des monuments culturels de grande importance de la république de Serbie (identifiant no SK 1311).

## Présentation
L'église Saint-Nicolas a été construite en 1774. Elle est constituée d'une nef unique prolongée par un chevet à cinq pans ; à l'ouest, elle est dominée par un haut clocher à bulbe. Les façades sont rythmées par un socle, par une corniche moulurée et par des pilastres.
L'iconostase a été sculptée en 1801 par Marko Vujatović ; elle est ornée de colonnes cannelées avec des motifs végétaux comme des feuilles de vigne avec des grappes de raisin, des feuilles de chêne avec des glands et des roses ; elle a été peinte par Jakov Orfelin en 1803, peu avant sa mort, et achevée par Arsa Teodorović. Petar Čortanović a remanié les peintures en 1846.
L'église a été restaurée en 1998.